# Междуреченск (Самарская область)
Междуре́ченск — посёлок городского типа в Сызранском муниципальном районе Самарской области России. Административный центр городского поселения Междуреченск.

## География
Расположен в 138 км к западу от областного центра — города Самары, в 35 км к северо-востоку от Октябрьска, между реками Волгой (Саратовское водохранилище) и Усой (Куйбышевское водохранилище), на правом берегу обеих рек).
Железнодорожная станция на линии Сызрань — Жигулёвское Море. Посёлок расположен на трассе М-5 «Урал».

## История
Появление населённого пункта связывают со строительством лесоперевалочного комбината. Статус посёлка городского типа с 1965 года.

## Экономика
Основным предприятием был лесоперевалочный комбинат, который в 1990-е годы прекратил своё существование. Основным занятием населения остается рыбный бизнес, агропромышленность, 1 завод, магазины, мелкий бизнес.

## Население
| 1970  | 1979  | 1989  | 2002  | 2010  | 2012  | 2013  |
| ----- | ----- | ----- | ----- | ----- | ----- | ----- |
| 4481  | ↘3854 | ↗4132 | ↘3481 | ↘3006 | ↘2930 | ↗2936 |
| 2014  | 2015  | 2016  | 2017  | 2018  | 2019  | 2020  |
| ↘2900 | ↘2847 | ↘2771 | ↘2740 | ↘2720 | ↘2680 | ↘2643 |
| 2021  |       |       |       |       |       |       |
| ↗2726 |       |       |       |       |       |       |

## Культура
В посёлке работают общеобразовательная школа, детский сад, музыкальная школа.